# Astreinte
L'astreinte (pl: astreintes) è un istituto giuridico originario dell'ordinamento francese consistente in una coercizione indiretta mirante a spingere un obbligato inadempiente all'adempimento.
Consiste in una somma da pagare da parte del debitore inadempiente qualora questo si rifiuti di ottemperare all'ordine del giudice di eseguire la prestazione dovuta. 
Si distingue tra astreinte provvisoria (comminatoire), qualora possa essere modificata successivamente dal giudice, e definitiva.
La somma ingiunta non va valutata in base al danno subito dall'altro obbligato, bensì in ragione della capacità patrimoniale dell'inadempiente ed eventualmente di altri parametri come il grado di colpa: questo perché l'astreinte non è una forma riparatoria, che ricadrebbe oltretutto nel campo del risarcimento, ma una forma di coercizione affinché quella prestazione venga effettuata. 
Tale questione ha creato notevoli dibattiti nell'ambiente giuridico francese in quanto i giudici erano soliti irrogare astreintes definitive in base all'entità del danno subito: la Cassazione francese ha dovuto eliminare ogni dubbio in merito a domande di privati che giudicavano troppo onerosa la pena computata in base all'oggetto del contenzioso, stabilendo che non si trattava di una misura relativa al danno o alla prestazione, ma col mero scopo di far adempiere l'altro soggetto.
In Italia: la riforma del processo civile, operata con L. 18 giugno 2009, n° 69, introduce per la prima volta nell'ordinamento italiano un meccanismo simile alle astreintes: è la cosiddetta coercizione indiretta, prevista all'art. 614-bis c.p.c.; essa demanda al Giudice di fissare una somma di denaro dovuta dall'obbligato per ogni sua violazione, successiva inosservanza o ritardo nell'esecuzione di un obbligo di fare infungibile o di non fare (ma con il d.l. 83/2015, convertito con l.n. 132/2015, è stato rimosso il limite dell’infungibilità).

## Processo amministrativo
L'istituto dell'astreinte è previsto
dall'art.114 del Titolo I del
Libro IV "Ottemperanza e riti speciali" del
c.p.a.
Tale norma, in dettaglio, prevede che il
giudice, in caso di accoglimento del ricorso:
- a) ordina l'ottemperanza, prescrivendo le relative modalità, anche mediante la determinazione del contenuto del provvedimento amministrativo o l'emanazione dello stesso in luogo dell'amministrazione;
- b) dichiara nulli gli eventuali atti in violazione o elusione del giudicato;
- c) nel caso di ottemperanza di sentenze non passate in giudicato o di altri provvedimenti, determina le modalità esecutive, considerando inefficaci gli atti emessi in violazione o elusione e provvede di conseguenza, tenendo conto degli effetti che ne derivano;
- d) nomina, ove occorra, un commissario ad acta;
- e) salvo che ciò sia manifestamente iniquo, e se non sussistono altre ragioni ostative, fissa, su richiesta di parte, la somma di denaro dovuta dal resistente per ogni violazione o inosservanza successiva, ovvero per ogni ritardo nell'esecuzione del giudicato; tale statuizione costituisce titolo esecutivo.

Tuttavia il riconoscimento delle penalità di mora in capo all'Amministrazione debitrice non è sempre certo. Nel senso di riconoscere la condanna al pagamento vi è la decisione dell'Adunanza Plenaria del Consiglio di Stato n.15 del 25 giugno 2014, la quale ha ritenuto la comminatoria delle penalità di mora ammissibile per tutte le decisioni di condanna di cui all'art. 113 cod. proc. amm., ivi comprese quelle aventi per oggetto il pagamento di una somma di denaro. In senso opposto vi sono alcune pronunce dei T.A.R. ( ex multis T.A.R. Roma, Sez. seconda, 9 giugno 2015, n. 8061); in particolare, nella citata sentenza si è affermato che la condanna al pagamento dell'astreinte della parte pubblica può non essere dovuto in virtù della perdurante crisi della finanza pubblica, richiamando così la lett e) comma 4 dell'art 114.